# Ubaldini
Gli Ubaldini sono una famiglia nobile comitale che governò sul Mugello dal VII secolo al 1373 (Ubaldini della Pila, conti del Mugello); in seguito sopravvisse un ramo collaterale (Ubaldini della Carda, conti di Apecchio). Forse di origine longobarda, edificarono numerosi castelli e rocche.

## Storia

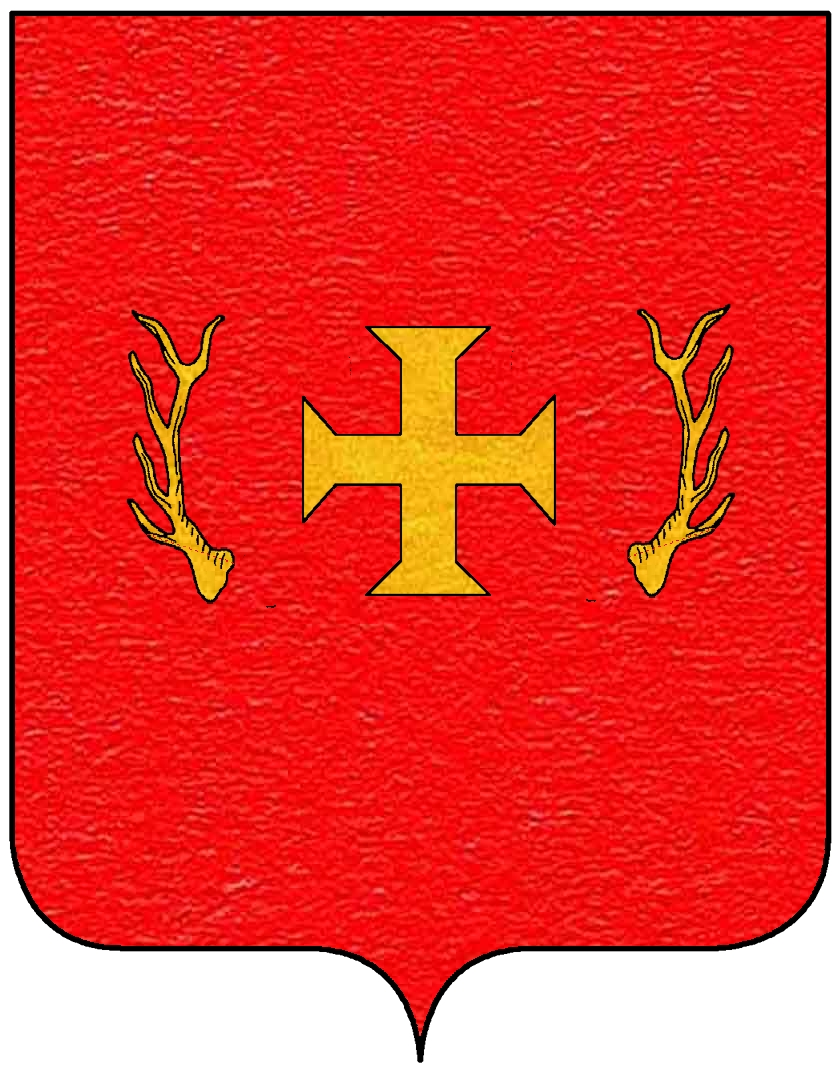
Ubaldini della Toscana Armoriale

Di fazione ghibellina, la famiglia visse il suo periodo di maggior splendore sotto gli imperatori Federico I Barbarossa e Federico II.
Nel corso di una visita, Federico Barbarossa fu ospite nel castello della Pila, presso Polcanto. Da questo episodio deriva la leggenda dello stemma degli Ubaldini, recante una testa di cervo. La leggenda riporta che l'imperatore, nel corso di una caccia al cervo, seguisse uno splendido maschio e che uno degli Ubaldini lo afferrasse per le corna affinché l'imperatore a cavallo potesse trafiggerlo. Rimasto colpito dal coraggio mostrato dall'Ubaldini, durante il successivo banchetto, il Barbarossa donò il trofeo del cervo agli Ubaldini e concesse l'onore di rappresentarne le corna nello stemma di famiglia.
La famiglia Ubaldini ebbe molti membri illustri, tra i quali spiccano il cardinale Ottaviano degli Ubaldini, l'arcivescovo Ruggieri degli Ubaldini e Maghinardo del Frassino.
Il cardinale fu un uomo estremamente potente. Con lui il dominio degli Ubaldini, eretto a contea, si estese fino al castello della Carda presso Apecchio, nelle Marche (a possedere il castello fu il ramo omonimo della famiglia, gli Ubaldini della Carda, mentre il ramo dominante nel Mugello era quello degli Ubaldini della Pila).
Partecipò al celebre conclave di Viterbo (1268-1271), in cui fu grande elettore e sostenitore di Tedaldo Visconti, che, eletto, prese poi il nome di Gregorio X (anche l'Ubaldini fu comunque fra i papabili). 
L'arcivescovo Ruggieri divenne nel 1278 arcivescovo di Pisa, città allora dominata dai guelfi Ugolino della Gherardesca e Nino Visconti. Fu Ruggieri che fece imprigionare Ugolino insieme a due figli e due nipoti nella torre della Muda, nella quale essi morirono. Probabilmente per questo motivo, Dante lo collocò tra i traditori politici del suo Inferno. 
Maghinardo del Frassino invece fu l'ultimo degli Ubaldini della Pila a resistere ai Fiorentini. Dal suo castello del Frassino (Palazzuolo sul Senio) contese ai Fiorentini il dominio sul Mugello.
Si batté strenuamente, ma i fiorentini, che già avevano conquistato e comprato tutto il Mugello, nel 1373 lo sconfissero e, dopo averlo portato in catene a Firenze, lo decapitarono, lasciando il suo sangue sulle pietre del palazzo del Bargello per parecchi giorni.
L'ultimo rappresentante degli Ubaldini della Pila, Giovanni D'Azzo, fuggì dal Mugello e si rifugiò presso gli Ubaldini della Carda, conti di Apecchio e Pecorari.
Ad Apecchio, gli Ubaldini tennero la contea fino al 1752, quando morto Federico II senza eredi diretti, il feudo fu repentinamente occupato dalle truppe papali. Gli ultimi conti sovrani furono: Angelo Maria (-1727), Giulio Cesare (-1745) e Federico II (-1752).

## Castelli e rocche
Dei numerosi castelli degli Ubaldini non restano che dei ruderi. Le rocche, in primis Montaccianico, furono rase al suolo dai fiorentini, che ne temevano la potenza.
I principali castelli furono:
- Castello di Montaccianico o Mont'Accianico (provincia di Firenze)
- Castello della Carda, a Serravalle di Carda, frazione di Apecchio (provincia di Pesaro-Urbino)
- Castello del Frassino, a Palazzuolo sul Senio (provincia di Firenze)

## Membri principali
- Bernardino Ubaldini della Carda († 1437), conte di Apecchio e capitano di ventura, combatté nella Battaglia di San Romano e nella battaglia di Maclodio. Fu Capitano generale della Compagnia Feltria, al servizio di Guidantonio da Montefeltro
- Domenico di Bartolommeo Ubaldini detto Domenico Puligo (XVI secolo), pittore ritrattista (il Vasari gli dedicò una biografia).
- Marzia degli Ubaldini (nota anche come 'Cia degli Ordelaffi'), nobildonna del XIV secolo, fra le più note[5] figure di donne combattenti della storia d'Italia.
- Ottaviano degli Ubaldini, cardinale vissuto nel XIII secolo.
- Gaspare degli Ubaldini (XIV secolo), condottiero al servizio dei Visconti[6].
- Giovanni d'Azzo degli Ubaldini: condottiero
- Ottaviano Ubaldini della Carda, capitano di ventura, del XV secolo, figlio di Bernardino Ubaldini. Fu anche uomo di lettere ed attento erudito. Fratellastro stimato del Duca Federico da Montefeltro, ne fu consigliere ad omnia negotia ed ambasciatore; alla morte di lui fu precettore e protettore del figlio Guidobaldo da Montefeltro e ne resse il Ducato come tutore fino alla sua maggiore età.
- Petruccio Ubaldini (XVI secolo), storico e miniatore.
- Giovanni d'Azzo Ubaldini: capitano di ventura.
- Roberto Ubaldini, cardinale e vescovo di Montepulciano, vissuto a cavallo fra il XVI e il XVII secolo.
- Ruggieri degli Ubaldini, arcivescovo di Pisa nel XIII secolo, nipote del precedente, citato nella Divina Commedia.